# El Mourouj (délégation)
El Mourouj est une délégation tunisienne dépendant du gouvernorat de Ben Arous.
En 2004, elle compte 81 986 habitants dont 42 810 hommes et 39 176 femmes répartis dans 19 597 ménages et 23 444 logements.